# ورزشگاه مرزداران تبریز
ورزشگاه مرزداران تبریز، یک ورزشگاه فوتبال، در شهرک مرزداران واقع در شرق تبریز است. این ورزشگاه با گنجایش ۵،۰۰۰ نفر، در مدت زمان ۱۸ ماه ساخته شده و در ۹ اردیبهشت ۱۳۹۳ به صورت رسمی به بهره‌برداری رسید. مالک ورزشگاه مرزداران، شهرداری تبریز بوده و برای ساخت آن ۴۰ میلیارد ریال هزینه شده است.
در حال حاضر، این ورزشگاه از سوی شهرداری تبریز، به آکادمی باشگاه تراکتور اختصاص یافته است.

## امکانات
ورزشگاه مرزداران تبریز، دارای مساحت ۳ هکتار است که ۲ هکتار آن مربوط به خود استادیوم و ۱ هکتار آن نیز شامل امکانات جانبی ورزشگاه است. استادیوم فوتبال مرزداران، از تمام امکانات لازم برای برگزاری مسابقات رسمی برخوردار بوده و دارای رختکن، سرویس‌های بهداشتی و سایر امکانات رفاهی است. چمن این ورزشگاه از جنس چمن مصنوعی استاندارد بوده و سکوهای آن از جنس فلزی ساخته شده‌اند.

## مسابقات
بازی‌های خانگی باشگاه فوتبال افرا درب تبریز در چارچوب رقابت‌های لیگ دسته سوم ۹۵–۱۳۹۴ در این ورزشگاه برگزار می‌شود.